# Filmografia della Milano Films
La filmografia della "Milano Films" si estende dal 1910 al 1926, ma la parte di gran lunga prevalente della produzione è concentrata negli anni precedenti la Prima guerra mondiale, sino al 1914. Durante il conflitto l'attività produttiva andò progressivamente scemando, e dopo il 1918 si ridusse sino a scomparire, anche per effetto della intervenuta crisi di tutta la cinematografia italiana. 

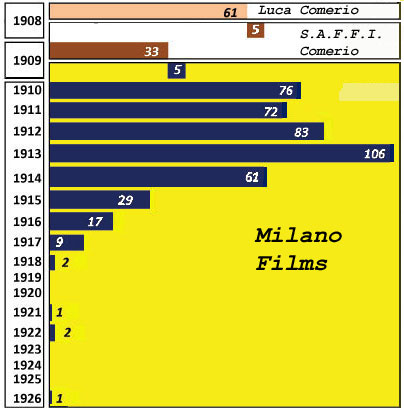
Andamento produttivo della "Milano Films" ed imprese precedenti dal 1908 al 1926.
Fonti: elaborazione dai dati pubblicati in: Aldo Bernardini e Vittorio Martinelli, Il cinema muto italiano, annate dal 1905 al 1930, editi in vari anni, e in: Maria Adriana Prolo, Storia del cinema muto italiano, entrambi citati nella bibliografia

Per la ricostruzione della filmografia completa della "Milano" si è fatto riferimento ai vari volumi editi in diversi anni, dal C.S.C. e da E.R.I. relativi al cinema muto italiano, limitatamente ai titoli dei film a soggetto, argomento di quella collana. Quando manca il nome del regista significa che le pur accurate ricerche condotte non hanno consentito di individuarlo, anche per la prassi del tempo di attribuire una pellicola alla casa produttrice anziché agli autori. Per quanto riguarda i documentari, i titoli sono stati ricavati dall'opera di Maria Adriana Prolo, citata nella bibliografia, (da cui sono stati tratte anche alcune limitate integrazioni ai film a soggetto) e dalla monografia relativa a Comerio, anch'essa citata in bibliografia.
Nell'elenco dei titoli sono stati inseriti anche quelli editi dalla "S.A.F.F.I.- Comerio", antesignana della "Milano", dato che le due aziende, benché caratterizzate da modifiche della composizione societaria, presentano una completa continuità sotto il profilo delle strutture produttive (lo stabilimento di via Arnaldo Da brescia, poi della Bovisa) e di numerosi collaboratori, in primis Giuseppe De Liguoro. Non sono stati inseriti, invece, quelli prodotti come "Luca Comerio" in quanto il fotografo milanese, dopo il suo distacco dalla "Milano", fondò una seconda "Luca Comerio Film", ed appare quindi più congruo considerare in un unico contesto il complesso della sua produzione, per quanto diviso in due periodi di tempo.
In diversi casi le fonti divergono sull’attribuzione di un titolo ad un anno specifico, poiché vengono utilizzati criteri diversi: c'è chi considera l'anno della produzione, oppure la data del visto di censura (ma in questo caso va tenuto conto che nel 1913 molte opere già uscite negli anni precedenti, furono sottoposte ad un nuovo nulla osta del neonato ufficio nazionale di "revisione cinematografica"), oppure il giorno della disponibilità della copia o della data della prima visione, ecc. Per quanto noto e possibile, le opere sono state classificate secondo quel che risulta l'anno di uscita, criterio che potrebbe generare qualche differenza nel conteggio delle pellicole per ogni anno di attività aziendale. 
Della vasta produzione dell'azienda della Bovisa non è rimasto molto. Infatti dei circa 500 titoli attribuiti alla "Milano" ed alla precedente "S.A.F.F.I.- Comerio" dalle fonti citate (film a soggetto più documentari) ne sono sopravvissuti, secondo la recente ricerca di Aldo Bernardini (citata nella bibliografia), meno di 40. Hanno tuttavia superato le traversie del tempo alcuni titoli considerati dagli storici del cinema muto tra i più importanti dell'azienda milanese – e in qualche caso dell’intera cinematografia italiana di quell’epoca - quali il San Paolo, L'Odissea e, soprattutto, L'Inferno. Ma non meno importante appare il salvataggio del documentario realizzato quando si tenne nel 1909 la prima edizione del Giro d'Italia.
Quanto al resto, si sono salvati alcuni drammi storici (Attila) e contemporanei (La statua di carne interpretato da Wladimiro De Liguoro sotto la direzione di suo padre), più qualche comica: 4 di "Cocciutelli" (Édouard Monthus) e solo 1 della numerosa produzione di Émile Vardannes ("Bonifacio") risulta presente in una Cineteca di Londra. Dei 26 cortometraggi del "Dik" di Cesare Quest ne è rimasto soltanto uno, mentre non è rintracciabile nessuno dei 4 titoli di Natale Guillaume. 
Per quanto riguarda le attrici cui furono dedicate le "serie" legate ai loro nomi, il tempo ha conservato soltanto 3 dei 24 titoli in cui compare Pina Fabbri, mentre 1 solo  è sopravvissuto dei 14 realizzati dalla coppia Hesperia - Negroni. Risultano anche reperibili 2 titoli che vedono Eugenia Tettoni come interprete nel 1911-12. Nessuna pellicola è invece pervenuta di quelle in cui compare Mercedes Brignone e mancano all'appello anche tutti i 17 drammi interpretati negli anni della guerra dall'attrice e cantante Lina Millefleurs. Anche per gli attori non è rimasto molto: pochissimi titoli in cui appaiono una o due volte Felice Minotti, Giulio Donadio, Livio Pavanelli e Luigi Serventi e Franz Sala.
Dell'intensa attività come regista ed interprete di Giuseppe De Liguoro, sono sopravvissuti oltre a Inferno solo 3 altri titoli, uno ciascuno per gli anni 1910, 1911 e 1912, e la stessa quantità è rimasta per quelli realizzati da Attilio Fabbri, tutti del 1913; uno solo tra quelli diretti dal francese Henri Étievant. A testimoniare la presenza di Augusto Genina alla "Milano Films" sono rimasti solo La fuga dei diamanti (che faceva parte di un dittico assieme al successivo La conquista dei diamanti, perduto, che ebbe Carlo Montuori come operatore), e La gelosia che è anche l'unico film sopravvissuto dell'attrice Bianca Virginia Camagni, ultima cui sia stata dedicata una "serie" nominativa. Perso invece La doppia ferita, unico film italiano di Mistinguett diretta sempre da Genina.
Tra le poche pellicole prodotte nel dopoguerra si è conservata l'unica realizzata alla "Milano" da André Deed (L'uomo meccanico), mentre manca all'appello Tempesta nel nido che Nino Valentini girò nel 1926 avendo come interprete la figlioletta Marichette, ultimo film ad uscire dallo stabilimento della Bovisa con marchio "Milano Films".

## 1908
produzione S.A.F.F.I.-Comerio
- Cassaforte elettrica
- Giorno indimenticabile
- Il menestrello
- Nobile e plebeo
- Non lasciate la strada vecchia per la nuova

## 1909
produzione S.A.F.F.I.-Comerio
- Avventura d'amore in Oriente
- Come Pierrot paga i debiti
- Dalla pietà all'amore (tit. alternativo Il disastro di Messina), regia di Luca Comerio
- La fidanzata del contrabbandiere
- Marin Faliero doge di Venezia, (anche Dalle cronache veneziane del 1355), regia di Giuseppe De Liguoro
- Martire pompeiana, regia di Giuseppe De Liguoro
- Nella di Loredano, regia di Giuseppe De Liguoro
- Parisina, anche Un amore alla corte di Ferrara nel XV secolo, regia di Giuseppe De Liguoro
- Saggi dell'infermo dantesco, regia di Francesco Bertolini e Adolfo Padoan
- Il sangue dell'agnellino
- Serva ideale, regia di Giuseppe De Liguoro
- Lo sventratore di Berlino
- La trovata di un pittore
- Il baco da seta (documentario)
- Cascata delle marmore (documentario)
- Cascate di Caserta (documentario)
- Cascate d'Italia  (documentario)
- Commemorazione italo - francese (documentario)
- Commemorazione della sortita di Marghera (documentario)
- Da Göshenen ad Andermatt (documentario)
- Giro ciclistico d'Italia (documentario)
- Gran Premio Ambrosiano (documentario)
- In Egitto (documentario)
- L'isola di Malta (documentario)
- Manovre di artiglieria (documentario)
- Ricostruzione di Messina (documentario)
- La seta (documentario)
- Terremoto nell'Irpino (documentario)
- Viaggio del re d'Inghilterra in Italia (documentario)
- Vulcani d'Italia (documentario)

produzione "Milano Films" 
- Redenta (episodio della Sacra Bibbia)
- La signora cavadenti

## 1910
- Gli amori degli angeli, regia di Giuseppe De Liguoro
- Aristodemo
- Attila (anche I Nibelunghi)
- Bruto, regia di Giuseppe De Liguoro
- Caino
- Carlo IX, regia di Giuseppe De Liguoro
- Chicot. regia di Giuseppe De Liguoro
- Corsa negli abissi
- Don Abbondio ha buon tempo
- Dopo l'espiazione
- Il duca di Arles
- Edipo re, regia di Giuseppe De Liguoro
- La fede del vassallo
- La figlia del musicista
- Il figlio adottivo della guardia
- Fortunetti insetticida, regia di Édouard Monthus
- Fortunetti parte per la villeggiatura (anche Fortunetti vuol truffare le ferrovie dello stato), regia di Édouard Monthus
- Fra i monti nevosi, regia di Giuseppe De Liguoro
- Gioacchino Murat - Dalla locanda al trono, regia di Giuseppe De Liguoro
- Giotto da Bondone, regia di Giuseppe De Liguoro
- Mercedes, la bella del villaggio
- Napo Torriano, regia di Giuseppe De Liguoro
- L'odio (anche Scene della congiura dei Pazzi), regia di Giuseppe De Liguoro
- La pagina strappata
- Per galanteria
- Il piccolo Boby
- Il racconto del nonno, regia di Giuseppe De Liguoro
- Re Artù e i cavalieri della Tavola rotonda, regia di Giuseppe De Liguoro
- Re Lear, regia di Giuseppe De Liguoro
- Ricatto di un misero (anche Il ricatto)
- Il riservista
- San Paolo, dramma biblico, regia di Giuseppe De Liguoro[1]
- Sardanapalo, de dell'Assiria, regia di Giuseppe De Liguoro
- La schiava di Kabasat, regia di Giuseppe De Liguoro
- Lo scudiero della regina, regia di Giuseppe De Liguoro
- Il sogno di Natale
- Stella Maris, regia di Giuseppe De Liguoro
- Supremo sacrificio
- Vigilia di nozze, regia di Giuseppe De Liguoro
- Attraverso la terra biblica (documentario)
- Attraverso l'Umbria (documentario)
- Batterie a cavallo (documentario)
- Betlemme  (documentario)
- Butteri a cavallo (documentario)
- La caduta di Rougier al concorso aviatorio di Firenze (documentario)
- La cappella espiatoria a Monza (documentario)
- Carnevale a Nizza nel 1910  (documentario)
- Da Lucerna al Pilatus  (documentario)
- Esercizio di equitazione della missione cinese  (documentario)
- Fabbrica carte e valori di Fabriano  (documentario)
- Festa del tappeto sacro (documentario)
- Festa religiosa al Cairo (documentario)
- Feste commemorative dei Mille a Palermo e Calatafimi (documentario)
- Festeggiamenti della battaglia di San Martino (documentario)
- Feste montenegrine (documentario)
- Fra i gorghi dell'Adda  (documentario)
- I fratelli triestini a Milano (documentario)
- I funerali di S.E. Mirabello a Milano (documentario)
- Giaffa (anche Una città esotica)  (documentario)
- Il secondo Giro ciclistico d'Italia (documentario)
- Le grosse cacce di Theodore Roosevelt in Africa (documentario)
- isola di Malta (2ª ediz.) (documentario)
- Il lago di Garda (2ª ediz.) (documentario)
- Il lago di Lugano, (documentario)
- Manovre dell'armata navale italiana (documentario)
- Milano d'inverno (documentario)
- Nel paese di Gesù (documentario)
- Un paese destinato a scomparire: San Giorgio Ligure (documentario)
- Regata Milano - Abbiategrasso (documentario)
- Rivista militare a Milano (documentario)
- La settimana dell'aviazione a Verona (documentario)
- Il duca di Genova ed il Cardinal Ferrari inaugurano un ospizio a Milano (documentario)
- Taormina  (documentario)
- Il varo della corazzata "Dante" (documentario)
- Ville e castelli d'Italia (documentario)
- Voli del dirigibile "Forlanini-Leonardo da Vinci" (documentario)

## 1911
- Al servizio della regina, regia di Giuseppe de Liguoro
- Amor di castigliano, regia di Giuseppe de Liguoro
- L'anniversario della signora Cocciutelli
- La buona sorella
- Burgos , regia di Giuseppe de Liguoro
- Cane ladro
- La cena del Borgia, regia di Giuseppe de Liguoro
- Cocciutelli affissatore
- Cocciutelli cacciatore di insetti
- Cocciutelli cerca lavoro
- Cocciutelli disgraziato
- Cocciutelli ed il denaro di sua moglie
- Cocciutelli equilibrista
- Cocciutelli eredita
- Cocciutelli finto orso (anche I due orsi)
- Cocciutelli gasista
- Cocciutelli ha la peste
- Cocciutelli ha un rivale
- Cocciutelli innamorato
- Cocciutelli poliziotto
- Cocciutelli ruba la Gioconda
- Cocciutelli si avvelena
- Cocciutelli tappezziere
- Il coraggio della paura, regia di Giuseppe De Liguoro
- Cuor di fanciulla (anche Cuor di bimba )
- Il duello di Cocciutelli (anche Un duello originale)
- La gemma solitaria, regia di Giuseppe de Liguoro
- L'Inferno, regia di Francesco Bertolini e Adolfo Padovan
- La leggenda della montagna
- Maria Tudor, regia di Giuseppe De Liguoro
- Il marito amante della moglie
- La mia bambola
- Il mutilato, regia di Giuseppe De Liguoro
- Odio di gitana
- L'Odissea, regia di Francesco Bartolini e Adolfo Padovan
- Parenti di provincia
- La parodia di don Quijote
- Per essere amato
- Il piccolo patriota,  regia di Giuseppe De Liguoro
- Il piccolo violinista caritatevole
- Potenza del ricordo, regia di Giuseppe De Liguoro
- Un raggio di salvezza, regia di Giuseppe De Liguoro
- Re Enzo (anche Cronaca italica, storia del 1270), regia di Giuseppe De Liguoro
- Risveglio di un cuore
- Il sacrificio di un gobbo, regia di Giuseppe De Liguoro
- San Sebastiano
- Scacco matto, regia di Giuseppe De Liguoro
- La scodella del nonno, regia di Giuseppe De Liguoro
- Statua d'amore
- Triste oblio!
- Veglia tragica
- Vero amico, regia di Giuseppe De Liguoro
- Viaggio di nozze in tre
- Com'è fatto il nostro letto (documentario)
- Come si fabbrica un'automobile (documentario)
- Una giornata dello zar (documentario)
- Industrie sarde (documentario)
- Italia meravigliosa e sconosciuta (documentario)
- Lotta giapponese (documentario)
- Nel paese dei fiori (documentario)
- Paesaggi scozzesi (documentario)
- Pellegrinaggio a Belfiore (documentario)
- Piccole città italiane: Pisa (documentario)
- Piccole città italiane: Siena (documentario)
- Piccole città italiane: Volterra (documentario)
- Sardegna pittoresca (documentario)
- Tra fuochi, fumo e spari (documentario)
- Tra le paludi di Orestano (documentario)
- Le ville dei reali d'Italia (documentario)
- Visioni alpestri (documentario)

## 1912
- L'amuleto
- Angoscia segreta, regia di Giuseppe De Liguoro
- Armi ed amore
- La bella Rita
- Bonifacio fa un buon affare, regia di Emilio Vardannes
- Bonifacio in ritardo, regia di Emilio Vardannes
- Bonifacio muratore, regia di Emilio Vardannes
- Bonifacio va in società, regia di Emilio Vardannes
- Bontà colpevole
- Brivido fatale, regia di Giuseppe De Liguoro
- La burla, regia di Giuseppe De Liguoro
- Un calcio di ignota provenienza
- Il cane del cieco
- Cocciutelli aviatore
- Cocciutelli in campagna
- Cocciutelli in guerra
- Cocciutelli maestro di ginnastica
- Cocciutelli vuole andare in prigione
- Come Vardannes entrò alla "Milano Films", regia di Emilio Vardannes
- Dentista per amore
- La donna di bronzo
- La dote della negra, regia di Emilio Vardannes
- I due amori, regia di Attilio Fabbri
- Due soldi di pomodori
- I due soprabiti, regia di Emilio Vardannes
- Fascino malefico
- Fior d'arte, regia di Attilio Fabbri
- Genio malefico, regia di Giuseppe De Liguoro
- Un giorno di caccia
- Le grandi relazioni di Bonifacio, regia di Emilio Vardannes
- L'harem di Bonifacio, regia di Emilio Vardannes
- In una notte di luna
- La legge del cuore
- Il marito della lavandaia
- Il marito in campagna
- Melodia spezzata
- La moneta di piombo
- Monsieur Sans-Gêne, regia di Emilio Vardannes
- Nella voragine, regia di Attilio Fabbri
- Il nottambulo, regia di Emilio Vardannes
- Nozze tragiche, regia di Giuseppe De Liguoro
- Onestà punita
- L'onesto inganno
- Onore per onore, regia di Attilio Fabbri
- Pace in famiglia
- Il parapioggia a sorpresa, regia di Emilio Vardannes
- Il peccato dell'ingratitudine, regia di Giuseppe De Liguoro
- Primi contrasti
- Il pudore di Bonifacio, regia di Emilio Vardannes
- Punita, regia di Attilio Fabbri
- Un ratto misterioso
- Redenzione di un'anima, regia di Giuseppe De Liguoro
- San Giorgio cavaliere, regia di Giuseppe De Liguoro
- La scatola folle, regia di Emilio Vardannes
- La scopa del marito, regia di Emilio Vardannes
- Seduzione
- Il segreto del mare, regia di Giuseppe De Liguoro
- La smorfia del destino, regia di Giuseppe De Liguoro
- La sorella di latte
- La statua di carne, regia di Giuseppe De Liguoro
- Una telefonata in montagna, regia di Giuseppe De Liguoro
- Il trangugiatore di sciabole, regia di Emilio Vardannes
- Trionfo d'amore
- L'ultimo peccato
- Una vita perduta, regia di Attilio Fabbri
- Vita riconquistata, regia di Attilio Fabbri
- Una vittima della Mano Nera
- Voto materno
- Corfù (documentario)
- Fabbricazione dei cappelli Borsalino (anche Borsalino, lavorazione dei cappelli Zenit) (documentario)
- Un giorno a Montevideo (documentario)
- Grandi templi dell'India (documentario)
- L'igiene nell'industria del latte (documentario)
- L'India sfarzosa (documentario)
- Lago di Costanza (documentario)
- Lavori idraulici sull'Adda (documentario)
- Nel cuore dell'Asia (documentario)
- Le paste alimentari (documentario)
- Tra laghi e monti (documentario)
- Tra le Alpi Retiche (documentario)
- Una giornata sul Monte Rosa (documentario)
- Soggiorni estivi d'Italia (documentario)
- Val Camonica (documentario)

## 1913
- Amore e raggiro
- L'anello della fidanzata
- Angelo che redime, regia di Attilio Fabbri
- L'appuntamento
- L'arma pericolosa
- Un'avventura di viaggio
- La belva addormentata, regia di Attilio Fabbri
- Bonifacio a teatro, regia di Emilio Vardannes
- Bonifacio caffettiere, regia di Emilio Vardannes
- Bonifacio commesso di negozio, regia di Emilio Vardannes
- Bonifacio licenziato, regia di Emilio Vardannes
- Il braccio ladro
- La camicia nuova di Bonifacio, regia di Emilio Vardannes
- La carta da visita
- Cocciutelli ha ritrovato la Gioconda, regia di Emilio Vardannes
- Colazione mancata
- La creola, regia di Attilio Fabbri
- I decreti della Provvidenza, regia di Henri Étievant
- Il destino del rubino
- Dik aviatore ciclista
- Dik contro la suocera
- Dik e la Mano Nera (anche La Mano Nera)
- Dik fa un acquisto poco fortunato
- Dik orso per amore
- Dik sfortunato in amore
- La disgrazia del nuovo cuoco
- Una donna del popolo , regia di Attilio Fabbri
- Dopo
- Dramma nel porto, regia di Attilio Fabbri
- Le due commissioni di Fiorindo, regia di Natale Guilliaume
- I due ritratti
- L'epopea di un'anima, regia di Attilio Fabbri
- Il fascino della danza
- La felicità nell'oblio
- Il fidanzato modello
- Fiorindo operatore cinematografico, regia di Natale Guilliaume
- Fiorindo vuole studiare il russo, regia di Natale Guilliaume
- La fotografia misteriosa
- Gara di pretendenti
- Giorno di nozze
- Il grido di un'anima
- L'inno della vita
- L'isola della vendetta, regia di Henri Étievant
- Il ladro e la testa del portinaio
- La locandiera, regia di Alfredo Robert
- La mano accusatrice
- Un matrimonio ben assortito, regia di Emilio Vardannes
- Il mistero della via di Nizza (anche Il delitto di via Nizza), regia di Henri Étievant
- La mosca e il ragno
- I musicanti
- Noce di cocco
- Nozze in un quadro
- Oltre le soglie della morte, regia di Attilio Fabbri
- L'ombra dei creditori
- L'ostacolo
- Una partita di lawn tennis, regia di Emilio Vardannes
- Il patto di Don Giovanni
- Il pesce di aprile
- Il piccolo calvario, regia di Attilio Fabbri
- La porta mascherata
- Racconto d'inverno (anche Una novella di Shakespeare), regia di Attilio Fabbri
- Il ragno portafortuna
- La regina dell'isola, regia di Attilio Fabbri
- Una ricetta straordinaria
- Ritratto sfortunato
- Il romanzo di due vite, regia di Attilio Fabbri
- Il romanzo di Papà Thomas
- Scherzo birbone
- La scommessa
- I segreti del cinematografo
- Spasimo muto, regia di Attilio Fabbri
- Le suffragiste
- Sull'altare della scienza, regia di Attilio Fabbri
- Il tenore, regia di Henri Étievant
- L'uccello d'oro
- L'ultimo raggio
- La vendetta del giusto, regia di Henri Étievant
- Il vestito nuovo di Bonifacio, regia di Emilio Vardannes
- La via crucis di Fiorindo, regia di Natale Guilliaume
- Villa abbandona il suo cane
- Villa istitutrice per amore
- I vinti, regia di Attilio Fabbri
- Il violatore di blocco, regia di Attilio Fabbri
- Alle falde del gigante alpino (documentario)
- Basilica di San Marco (documentario)
- Biella ed i suoi dintorni (documentario)
- Celebri personaggi della Svizzera (documentario)
- Gli edelweiss (documentario)
- Engadina pittoresca (documentario)
- Estuario veneto (documentario)
- Fascino della laguna (documentario)
- Firenze (documentario)
- Genova (documentario)
- Lago d'Orta (documentario)
- Milano artistica (documentario)
- La perla dell'Adriatico (documentario)
- Sui fianchi della montagna (documentario)
- Sui ghiacciai eterni (documentario)
- Sull'oceano (documentario)
- Tivoli (documentario)
- Torino e dintorni (documentario)
- La Valle d'Aosta (documentario)

## 1914
- Amore veglia, regia di Baldassarre Negroni
- L'anello di Siva, regia di Augusto Genina
- L'arma del vile, regia di Alfredo Robert
- Il canto del cigno (vita del musicista Richard Hoffmann), regia di Baldassarre Negroni
- Colpo di Borsa
- Un concorso originale
- La corsa all'abisso, regia di Attilio Fabbri
- I cosmopoliti (anche Ladri in guanti gialli), regia di Alfredo Robert
- La danza dei milioni, regia di Baldassarre Negroni
- delitto di un re
- Dik accordatore emerito
- Dik alpinista
- Dik arbitro della moda
- Dik distributore automatico
- Dik diventa pompiere
- Dik futurista
- Dik nel giorno della sua festa
- Dik servitore disgraziato
- Dietro un cespuglio, regia di Guglielmo Zorzi
- Le disgrazie di Dik fotografo
- Dopo il veglione, regia di Augusto Genina
- La dote del burattinaio (anche Non è mia figlia), regia di Baldassarre Negroni
- Il figlio del deputato
- La fuga dei diamanti, regia di Augusto Genina
- La maschera dell'onestà, regia di Baldassarre Negroni
- Il microbo dell'amore
- I naufraghi del potere, regia di Enrico Rappini
- Nel nido straniero, regia di Baldassarre Negroni
- Non è tutto oro ..., regia di Baldassarre Negroni
- Onde rivelatrici
- Per la felicità degli altri, regia di Baldassarre Negroni
- Il piccolo contorsionista, regia di Baldassarre Negroni
- Il rapimento di Miss Ellen, regia di Guglielmo Zorzi
- Il re dell'Atlantico , regia di Baldassarre Negroni
- Il rubino del destino, regia di Henri Étievant
- Schiaffi sonori
- Il segreto del violinista (anche Il segreto del violino), regia di Attilio Fabbri
- Sogno e risveglio
- Sonno agitato
- Lo spettro bianco (anche Lo spettro bianco di St. Moritz), regia di Alfredo Robert
- Una tragedia alla corte di Sicilia, regia di Baldassarre Negroni
- La tragica leggenda, regia di Attilio Fabbri
- Tutto cede al tango
- L'ultima battaglia, regia di Baldassarre Negroni
- Vizio atavico (anche La bevitrice di etere) , regia di Baldassarre Negroni
- Dal monte al piano (documentario)
- Montecarlo (documentario)
- Napoli (documentario)
- Paesi Baschi (documentario)
- Il più vasto altipiano (documentario)
- Sanremo (documentario)
- Tra l'Appennino e l'Adriatico (documentario)
- Valfurva (documentario)
- Verona (documentario)

## 1915
- L'agguato, regia di Guglielmo Zorzi
- Le ali di Satana, regia di Eugenio Perego
- L'amante del diavolo, regia di Eugenio Perego
- L'appetito vien mangiando, regia di Eugenio Perego
- Avventure galanti
- Il capro espiatorio
- La conquista dei diamanti, regia di Augusto Genina
- Una donna di spirito, regia di Guglielmo Zorzi
- La doppia ferita, regia di Augusto Genina
- L'ereditiera, regia di Baldassarre Negroni
- Evviva la campagna!
- La farfalla dalle ali d'oro, regia di Augusto Genina
- Fiamme nell'ombra, regia di Baldassarre Negroni
- La fioraia di Como, regia di Augusto Genina
- La gelosia, regia di Augusto Genina
- L'idolo bianco, regia di Guglielmo Zorzi
- L'insidia
- La macchia del blasone, regia di Gennaro Righelli
- Mezzanotte, regia di Augusto Genina
- Il motore 13 H P, regia di Augusto Genina
- L'oro che uccide, regia di Enrico Rappini
- Passa la guerra, regia di Baldassarre Negroni
- Il principe servitore
- Il sogno di un giorno, regia di Augusto Genina
- Tragica missione, regia di Ugo Gracci
- L'ultimo travestimento, regia di Augusto Genina
- La via dolorosa, regia di Guglielmo Zorzi
- Visconti non ha debiti
- Valle Vigezzo (documentario)

## 1916
- A guardia di Sua Maestà, regia di Baldassarre Negroni
- Amanda, regia di Giuseppe Sterni
- La cattiva stella, regia di Eugenio Perego
- Le due seduzioni, regia di Elettra Raggio
- La figlia dell'avaro, regia di Anton Giulio Galdiera
- Il figlioccio di Rirette, regia di Anton Giulio Galdiera
- Partita doppia, regia di Eugenio Perego
- Più forte del destino, regia di Attilio Fabbri
- La pupilla riaccesa, regia di Eugenio Perego
- I sentieri della vita, regia di Carlo Strozzi
- Senza peccato, regia di Alfredo Robert
- Verso l'arcobaleno, regia di Eugenio Perego
- Il vetturale del Moncenisio, regia di Leopoldo Carlucci
- La via del dolore, regia di Luigi Marone
- Il vindice, regia di Eugenio Perego
- La zia d'America

## 1917
- L'antica fiamma, regia di Giuseppe Sterni
- Automartirio , regia di Ivo Illuminati
- Così è la vita, regia di Eugenio Perego
- La madre, regia di Giuseppe Sterni
- La maschera del destino, regia di Ugo Gracci
- I Mohicani di Parigi , regia di Leopoldo Carlucci
- Patto giurato, regia di Alfredo Robert
- Scienza ed amore
- Tristi amori, regia di Giuseppe Sterni

## 1918
- Jacopo Ortis, regia di Giuseppe Sterni
- Gli spettri , regia di Anton Giulio Galdiera

## 1921
- L'uomo meccanico, regia di André Deed

## 1922
- La donna del mare, regia di Nino Valentini
- Il fabbro del convento (film in 6 episodi), regia di Vincenzo Denizot

## 1926
- Tempesta nel nido, regia di Nino Valentini